# 天堂小屋
是一部於2017年上映的美國基督教電影，改編自威廉·楊的2007年同名小説。由史都華·海澤丁執導、約翰·富斯科編劇，山姆·沃辛頓、奧克塔維亞·斯賓塞和拉妲米契主演，劇情以基督教信仰為主軸。
電影於2015年6月在加拿大開始拍攝，2017年3月3日先在美國上映，全球票房共9690萬美元。

## 製作
佛瑞斯·惠特克曾是該片的演員陣容之一，但後來並未出演。電影的正式拍攝於2015年6月8日在加拿大的溫哥華開始進行。

## 外部連結
- 官方网站
- 互联网电影数据库（IMDb）上《天堂小屋》的资料（英文）